# Pierre Louÿs
Pour les articles homonymes, voir Louis.
Pierre Félix Louis, dit Pierre Louÿs, est un poète et romancier français, né le 10 décembre 1870 à Gand (Belgique) et mort le 4 juin 1925 à Paris 16e.
Il est également connu sous les noms de plume Chrysis, Peter Lewys et Pibrac.

## Biographie

### Famille
Pierre Louÿs est le fils de Pierre Philippe Louis (1812-1889) et de sa deuxième épouse, Claire Céline Maldan (1832-1879), petite-fille de Louise Junot (1772-1820), sœur du duc d'Abrantès, et du docteur Sabatier, médecin de Napoléon. Il est peut-être en réalité le fils de Georges Louis (1847-1917), son demi-frère,, diplomate en Égypte en qualité de délégué de la France à la Commission de la dette égyptienne (1893-1903), puis ambassadeur de France en Russie (1909-1913), et grand-croix de la Légion d'honneur en 1913, fils né d'une première union de leur père. Jusqu'à ce que la mort les sépare, ils échangeront une correspondance quasi quotidienne.

### Formation
Louÿs fait ses études à l'École alsacienne de Paris, où il se lie d'amitié avec son condisciple André Gide. Il rédige ses premiers textes durant son adolescence et tient un journal. Encore jeune homme, il commence à s'intéresser au mouvement littéraire du Parnasse, fréquentant les poètes emblématiques, Leconte de Lisle, José-Maria de Heredia (dont il épousera en 1899 la plus jeune fille, Louise). Il évolue aussi dans le réseau symboliste, mais Gide écrivait en 1892 : « Louÿs n'est pas symboliste du tout. »

### Débuts littéraires
Pierre Louÿs fonde en 1891 la revue littéraire La Conque, où sont publiées les œuvres d'auteurs parnassiens et symbolistes, des maîtres servant de modèles, comme Mallarmé, Moréas, Leconte de Lisle ou Verlaine, mais également de jeunes poètes encore inconnus comme Valéry, André Gide et Louÿs lui-même.
Son premier recueil de poésies, Astarté, paraît en 1891 à compte d'auteur, puis aux Arts indépendants Chrysis ou la cérémonie matinale en 1893, Poésies de Méléagre, traduction, en 1893, Lêda ou la louange des bienheureux ténèbres en 1893, La maison sur le Nil ou les Apparences de la Vertu en 1894, Scènes de la vie des courtisanes de Lucien de Samosate, traduction, en 1894, et la même année Les Chansons de Bilitis qui reste son œuvre la plus connue, et un exemple de mystification littéraire. En effet, Louÿs a fait passer ces poèmes pour une traduction d'une poétesse grecque contemporaine de Sappho.
Ce recueil de courts poèmes en prose est marqué par les influences du Parnasse hellénisant et du symbolisme avec un profond goût de la sensualité, du bucolique (dans sa première partie) et de l'érotisme élégant. Les évocations naturelles et précieuses y côtoient ainsi des scènes érotiques. Ces poèmes inspirèrent certains musiciens, dont Claude Debussy qui en tira trois compositions, avec la collaboration amicale de Louÿs.

### Romans
Son premier roman, Aphrodite (mœurs antiques), est publié en 1896 au Mercure de France. D'un style associant raffinement extrême, évocations sensuelles et décadentisme recherché, il est, selon Yves-Gérard Le Dantec, « le drame sans remède d'une adolescence passée à la recherche de l'amour vrai ». Ce roman connaît un grand succès, aussi bien dans les milieux littéraires post-parnassiens qu'auprès du grand public, grâce à un article louangeur de François Coppée.

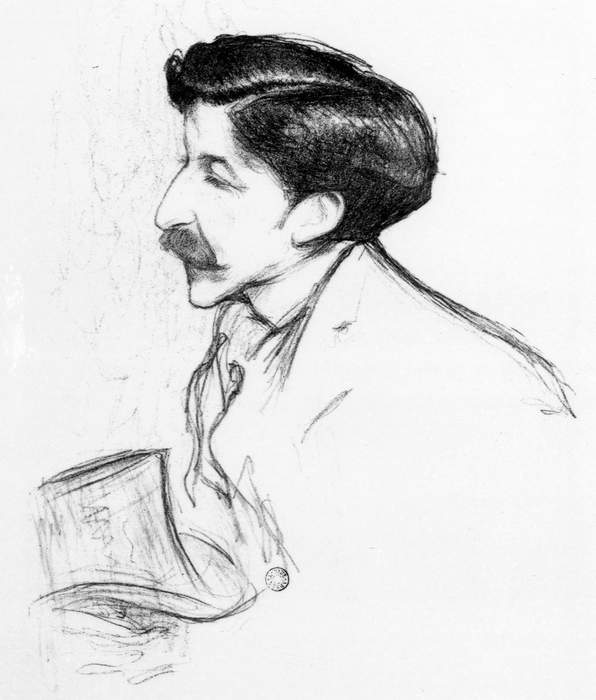
Portrait de Pierre Louÿs par Henry Bataille.

Son roman suivant, La Femme et le Pantin (1898), inspiré des mémoires de Casanova, se déroule à l'époque contemporaine. Soulignant les aspects dramatiques de la sensualité, il est souvent considéré comme le chef-d'œuvre de Louÿs, avec Trois filles de leur mère. Dans un style plus sobre que celui des œuvres précédentes, il allie pessimisme et cruauté mentale dans une atmosphère complexe d'affects torturés. De ce livre seront tirés d'abord une pièce de théâtre, La Femme et le Pantin, écrite par Pierre Louÿs et Pierre Frondaie, créée en décembre 1910, puis un drame musical, Conchita (1911) de Maurice Vaucaire et Carlo Zangarini sur une musique de Riccardo Zandonai, puis plusieurs films, La Femme et le Pantin, de Jacques de Baroncelli avec Conchita Montenegro (muet, 1929), La Femme et le Pantin (The Devil is a Woman) de Josef von Sternberg avec Marlène Dietrich (1935), La Femme et le Pantin de Julien Duvivier avec Brigitte Bardot (1959), et Cet obscur objet du désir de Luis Buñuel avec Fernando Rey et Carole Bouquet (1977).
Avec François Coppée, et bien d'autres artistes et hommes de lettres (dont José-Maria de Heredia, Jules Verne, les peintres Edgar Degas, Auguste Renoir, le compositeur Vincent d'Indy, etc.), il est membre de la Ligue de la patrie française, ligue anti-dreyfusarde modérée. Il écrit encore un ouvrage d'une ironique grivoiserie Les Aventures du roi Pausole (1901, roman, adapté sous la forme d'une opérette, par Arthur Honegger, en 1930). À partir du début du XXe siècle, accablé de difficultés financières, Louÿs a beaucoup de mal à écrire et plus encore à publier. Il donne alors essentiellement des recueils d'articles et de nouvelles, préalablement publiés dans les journaux. Ses nouvelles sont teintées de fantastique comme celles du recueil Sanguines, publié en 1903, qui fait apparaître Honoré de Balzac dialoguant avec un de ses personnages : Esther Gobseck.

### Autres activités

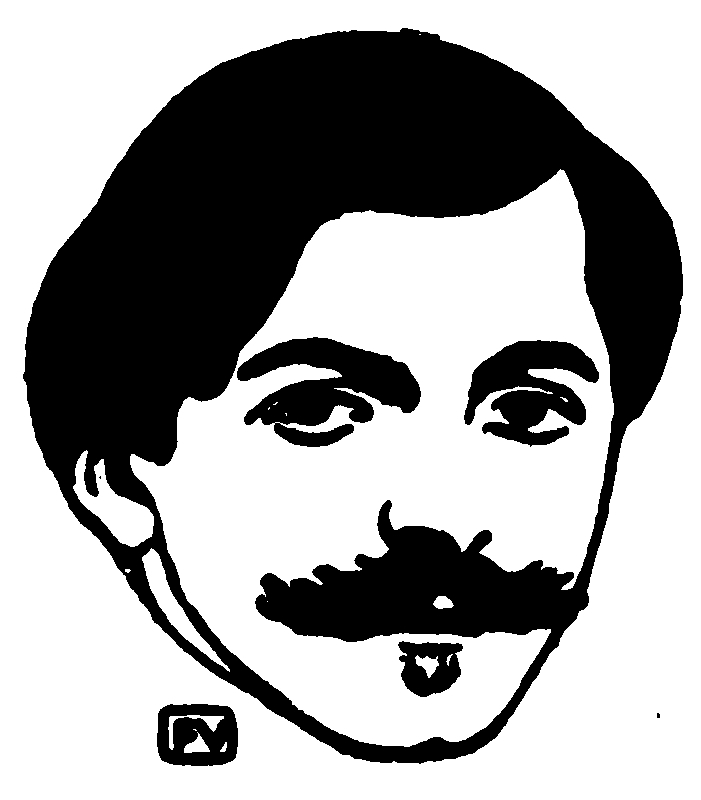
Portrait de Pierre Louÿs par Félix Vallotton paru dans Le Livre des masques de Remy de Gourmont (1898).

Après 1906 il écrit très peu, mais vers 1917 fait paraître Isthi (publié sans nom d'auteur à quelques centaines d'exemplaires), Poétique et surtout son chef-d'œuvre lyrique, le Pervigilium mortis, longtemps resté inédit. Ses Derniers vers, très amers, ne sont pas non plus publiés de son vivant. En 1919, il publie dans la revue littéraire Comœdia un article intitulé « Molière est un chef-d'œuvre de Corneille », annonçant avoir mis au jour une supercherie littéraire, qui est à l'origine du débat de la paternité des œuvres de Molière.
Tout au long de sa vie, Louÿs a écrit un très grand nombre de curiosa, doublant notamment ses œuvres publiées d'une version érotique. D'autres textes, souvent ironiques, reprennent sous une forme coquine, voire pornographique, des œuvres sérieuses comme les quatrains de Pybrac ou le Manuel de civilité pour les petites filles à l'usage des maisons d'éducation. Il a également raconté ses difficiles relations avec les trois filles Heredia et leur mère dans Trois filles de leur mère, publié sous le manteau après sa mort, puis officiellement dans le catalogue de Jean-Jacques Pauvert.
Grand connaisseur de la littérature ancienne, Pierre Louÿs était aussi un bibliophile, qui possédait une bibliothèque de plus de 20 000 volumes (dont des unica). Passionné de bibliographie, il publia plusieurs articles sur ces questions et rédigea des milliers de fiches qu'il céda à son ami Frédéric Lachèvre, auteur d'une Bibliographie des recueils collectifs de poésies publiés de 1597 à 1700 qui fait encore référence aujourd'hui. Frédéric Lachèvre a lui-même publié les lettres qu'il a reçues de Pierre Louÿs, après la mort de ce dernier sous le titre, Pierre Louÿs et l'histoire littéraire (Paris, 1925).
Pierre Louÿs fut également photographe et dessinateur. L'éditeur Georges Briffaut publia par exemple en 1938 le recueil La Femme, poèmes accompagnés d'une suite de 16 phototypies d'après ses compositions.

### Vie privée
Il épouse en 1899 la plus jeune fille de José-Maria de Heredia, Louise, après avoir été l'amant de sa seconde fille, Marie, épouse d'Henri de Régnier.
À partir de 1917, il vit avec Aline Steenackers (1895-1979), qu'il épouse en 1923. Elle lui donne possiblement trois enfants : Gilles (Paris 15e, 1920 - L'Escarène, 1993), Suzanne (Paris, 1923) et enfin Claudine (Paris 16e, 1925 - Saint-Cloud, 2020).
Parmi ses différentes demeures, il demeura au 147 boulevard Malesherbes à Paris 17e de 1897 à 1902.

### Dernières années

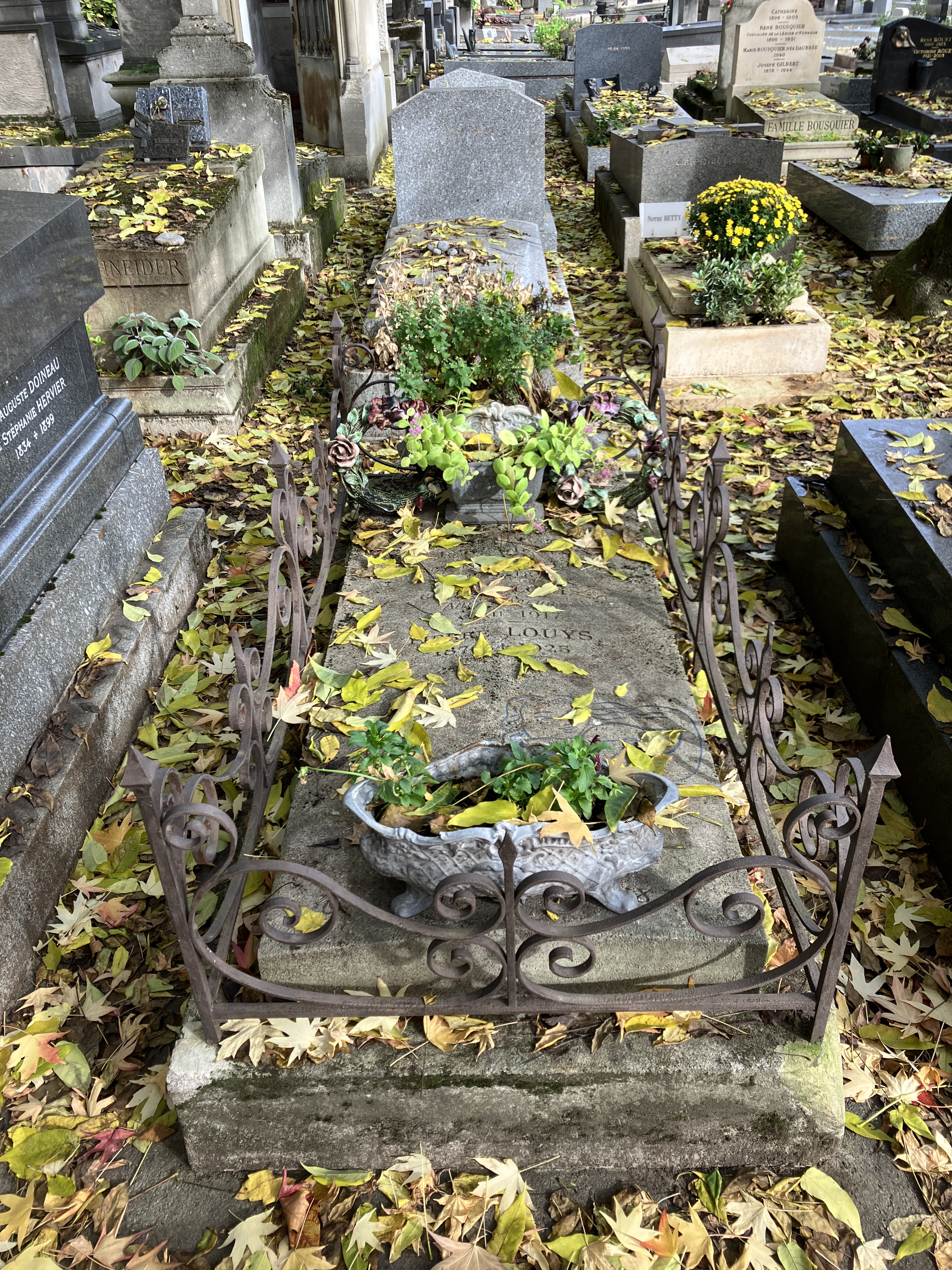
Tombe de Pierre Louÿs au cimetière du Montparnasse (division 26).

La fin de sa vie est difficile ; ruiné, paralysé et atteint de cécité partielle, il vit ses dernières années retiré dans la solitude. Mort d'une crise d'emphysème, il est inhumé à Paris, au cimetière du Montparnasse (division 26).
L'œuvre de Pierre Louÿs est entrée dans le domaine public en 2000.

### Distinctions
Pierre Louÿs est nommé chevalier de la Légion d'honneur le 31 décembre 1909 en qualité d'homme de lettres, puis promu officier le 14 janvier 1922.

## Citation
« Ici gît le corps délicat de Lydé, petite colombe, la plus joyeuse de toutes les courtisanes, qui plus que toute autre aima les orgies, les cheveux flottants, les danses molles et les tuniques d’hyacinthe.
Plus que toute autre, elle aima les glottismes savoureux, les caresses sur la joue, les jeux que la lampe voit seule et l’amour qui brise les membres. Et maintenant, elle est une petite ombre.
Mais avant de la mettre au tombeau, on l’a merveilleusement coiffée et on l’a couchée dans les roses ; la pierre même qui la recouvre est tout imprégnée d’essences et de parfums.
Terre sacrée, nourrice de tout, accueille doucement la pauvre morte, endors-la dans tes bras, ô Mère ! et fais pousser autour de la stèle, non les orties et les ronces, mais les tendres violettes blanches. »

— Tombeau d'une jeune courtisane (Les Chansons de Bilitis)

## Œuvres

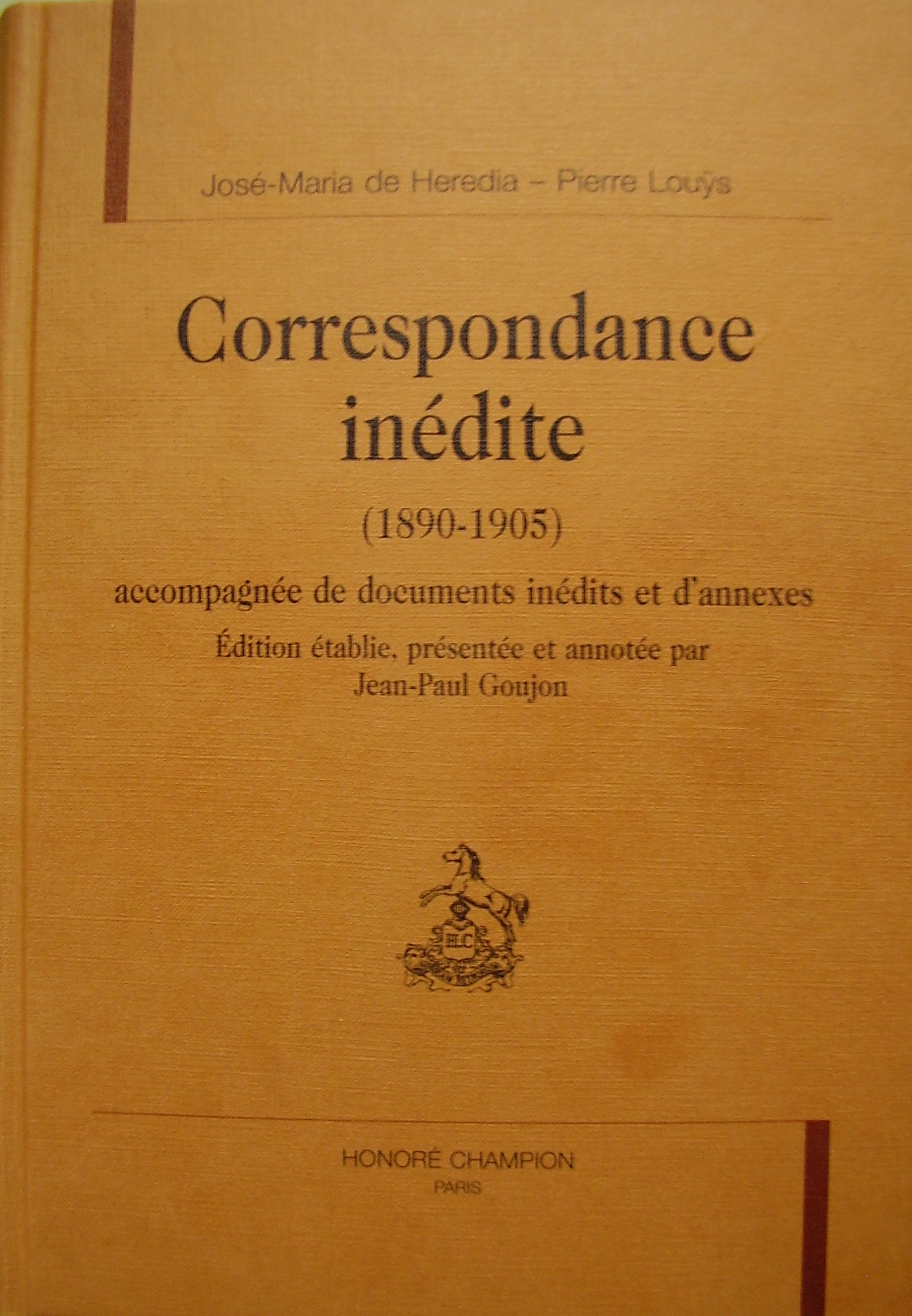
Correspondance inédite
Pierre Louÿs-José-Maria de Heredia.

### Poésie
- Astarté, 1891
- Chrysis ou la cérémonie matinale, 1893
- Lêda ou la louange des bienheureuses ténèbres, 1894
- Ariane ou le chemin de la paix éternelle, 1894
- La Maison sur le Nil ou Les apparences de la vertu, 1894
- Les Chansons de Bilitis, 1894
- Danaë ou le malheur, 1895
- Byblis changée en fontaine, illustré par Jacques Wagrez, Paris, Borel, 1898
- Mimes des courtisanes de Lucien, 1899
- Isthi, 1916
- Pervigilium Mortis (non publié), 1917
- Poëtique, 1917
- Pybrac, 1927. Réédition Allia 2005.
- Douze douzains de dialogues ou Petites scènes amoureuses, 1927. Réédition Allia 1995

### Romans
- Aphrodite mœurs antiques, Collections Édouard Guillaume " Nymphée ", illustrations de A. Calbet, Librairie Borel, Paris, 1896
- La Femme et le Pantin, illustré par Juan Cardona, Paris, Mercure de France, 1898
- Les Aventures du Roi Pausole, 1901
- Trois filles de leur mère, 1926. Rééditions, Illustrations de Georges Pichard, L'Hérésiarque, 1979 et Jean Antoine Éditeur, 1983. Réédition Allia 2019.
- Histoire du roi Gonzalve et des douze princesses, 1927
- L'Île aux dames, ébauche pour un roman érotique, 1988  (ISBN 2-7144-4317-6)

### Recueils de contes et nouvelles
- Sanguines, 1903 (comprenant les contes suivants : L'Homme de pourpre, Dialogue au soleil couchant, Une volupté nouvelle, Escale en rade de Nemours, La fausse Esther, La Confession de Melle X, L'Aventure extraordinaire de Mme Esquollier, Une Ascension au Venusberg, La Persienne, Un piano)
- Archipel, 1906 (comprenant les articles et contes suivants : La nuit de printemps, L'île mystérieuse, Les chercheurs de trésors, Une fête à Alexandrie, Sports antiques, Lesbos d'aujourd'hui, La femme dans la poésie arabe, La désespérée, Liberté pour l'amour et pour le mariage, Une réforme dangereuse, La ville plus belle que le monument, La statue de la vérité, La censure, Le boulevard, Le capitaine aux guides, Un cas juridique sans précédent)

### Essais
- Manuel pratique des jeunes lesbiennes
- Manuel de civilité pour les petites filles à l'usage des maisons d'éducation, Paris, S. Kra, 1926, Non paginé ; 20 cm (BNF 39067530)
- Manuel de Gomorrhe, 1991

### Théâtre
- La Femme et le Pantin, pièce en 4 actes de Pierre Louÿs et Pierre Frondaie, Paris, Théâtre Antoine, 1910
- Le sentiment de la famille, Editions Astarté

### Diverses publications posthumes
- Psyché, 1927 avec une finale la fin de Psyché par Claude Farrère
- Poésies nouvelles (1928, éditions Montaigne)
- Au Temps des Juges, 1933
- La Sirène, Les Amis de Pierre Louys, sans date
- Son journal est publié après sa mort et complété en 2003 (Mon Journal (20 mai 1888-14 mars 1890), éd. Alban Cerisier, Les Cahiers de la NRF, 232 p.)
- Pierre Louÿs est l'auteur d'une correspondance dont une partie a déjà été publiée avec Claude Debussy, Paul Valéry et André Gide, son frère Georges Louis (Mille Lettres inédites de Pierre Louÿs à Georges Louis 1890-1917, éd. Jean-Paul Goujon, Fayard, 1320 p.) ou (Correspondance inédite, éd. Jean-Paul Goujon, Champion, 2006)
- Une compilation du meilleur des recueils Sanguines et Archipel, selon l'auteur, est publiée sous le titre L'homme de pourpre (éd. Le Castor Astral)
- Son Œuvre érotique, enrichie de nombreux poèmes inédits, a été rééditée en 2012 par Jean-Paul Goujon (collection Bouquins, éd. Robert Laffont,  (ISBN 2-221-12747-1) ) - Sélection Prix Mauvais genres 2012[18]
- Paroles : accompagnées de quinze photographies anonymes, Paris, Allia, 1998, 72 p. (ISBN 2-911188-87-X)

## Iconographie
Jacques-Émile Blanche a fait son portrait en 1893 (coll. privée) ; œuvre exposée à la fondation Pierre Bergé-Yves Saint-Laurent à Paris, d'octobre 2012 à janvier 2013.
Beaucoup d'artistes ont illustré les œuvres de Pierre Louÿs, notamment : Édouard Chimot, Antoine Calbet, Carlos Schwabe, Louis Icart, Marcel Vertès, Rojan, Paul-Émile Bécat, Mariette Lydis, Milo Manara, Claire Wendling, Georges Pichard, Willy Pogány, Silvio Cadelo, Laure Albin-Guillot, Erich von Götha, Jacobsen.

## Adaptations cinématographiques
- 1920 : La Femme et le Pantin (en) (The Woman and the Puppet) de Reginald Barker, avec Geraldine Farrar
- 1929 : La Femme et le Pantin de Jacques de Baroncelli, avec Conchita Montenegro
- 1933 : Les Aventures du roi Pausole d'Alexis Granowsky, avec André Berley et Edwige Feuillère ; le film a simultanément été tourné en version anglaise (The Merry Monarch) et allemande (Die Abenteuer des Königs Pausole), toutes deux avec Emil Jannings et Sidney Fox
- 1935 : La Femme et le Pantin (The Devil is a Woman) de Joseph von Sternberg, avec Marlene Dietrich
- 1946 : La Femme et le Pantin (ar) (Laabet el sitt), film égyptien de Wali Eddine Sameh (ar), avec Tahia Carioca
- 1947 : Du sang, de la volupté et de la mort (partie 1 : « Psyché »), de Gregory Markopoulos (en),
- 1959 : La Femme et le Pantin de Julien Duvivier, avec Brigitte Bardot
- 1966 : Take Me Naked, de et avec Roberta Findlay
- 1976 : Bilitis de David Hamilton, d'après Les Chansons de Bilitis, avec Patti D'Arbanville
- 1977 : Cet obscur objet du désir de Luis Buñuel, d'après La Femme et le Pantin, avec Carole Bouquet et Angela Molina
- 1982 : Aphrodite de Robert Fuest, avec Valérie Kaprisky
- 1985 : Les Filles de leur mère, d'après Trois filles de leur mère de José Bénazéraf
- 1990 : La Femme et le Pantin, téléfilm de Mario Camus avec Maribel Verdú et Pierre Arditi
- 2006 : La Femme et le Pantin, téléfilm d'Alain Schwarzstein avec Roger Hanin et Mélissa Djaouzi
- 2019 : Curiosa de Lou Jeunet et Raphaëlle Desplechin

### Notices et ressources
- Ressources relatives à la musique :   - International Music Score Library Project
  - Carnegie Hall
  - Discography of American Historical Recordings
  - Discogs
  - MusicBrainz
  - Muziekweb
  - Répertoire international des sources musicales
- Ressources relatives aux beaux-arts :   - AGORHA
  - British Museum
  - Musée d'Orsay
  - MutualArt
  - National Gallery of Art
  - RKDartists
  - Union List of Artist Names
- Ressources relatives au spectacle :   - Archives suisses des arts de la scène
  - Les Archives du spectacle
  - Internet Broadway Database
- Ressources relatives à la recherche :   - Dictionnaire des orientalistes de langue française
  - Isidore
  - Persée
- Ressources relatives à l'audiovisuel :   - AllMovie
  - IMDb
  - Unifrance
- Ressource relative à la littérature :   - Internet Speculative Fiction Database
- Ressource relative à la vie publique :   - base Léonore
- Ressource relative à la bande dessinée :   - BD Gest'
- Notices dans des dictionnaires ou encyclopédies généralistes :   - Britannica
  - Brockhaus
  - Deutsche Biographie
  - Gran Enciclopèdia Catalana
  - Hrvatska Enciklopedija
  - Internetowa encyklopedia PWN
  - Nationalencyklopedin
  - Proleksis enciklopedija
  - Store norske leksikon
  - Universalis
- Notices d'autorité :   - VIAF
  - ISNI
  - BnF (données)
  - IdRef
  - LCCN
  - GND
  - Italie
  - Japon
  - CiNii
  - Espagne
  - Belgique
  - Pays-Bas
  - Pologne
  - Israël
  - NUKAT
  - Catalogne
  - Suède
  - Vatican
  - WorldCat